# 비스트 (2017년 영화)
《비스트》(영어: Beast)는 2017년 제작된 영국의 심리 스릴러 영화이다. 마이클 피어스가 감독과 각본을 맡았다.

## 출연

### 주연
- 제시 버클리
- 자니 플린
- 제라르딘 제임스

### 조연
- 찰리 팔머 로스웰
- 섀넌 타벳
- 트라이스탄 그라벨
- 팀 우드워드
- 올웬 파우에레
- 리처드 레잉
- 올리버 맬트먼